# Archidiocèse de Milan
L'archidiocèse de Milan (en latin : archidioecesis Mediolanensis ; en italien : arcidiocesi di Milano) est le plus important des 155 diocèses catholiques en Italie. L'archevêque est actuellement Mario Delpini.
Le diocèse s'étend sur 4 243 km2 couvrant 1 108 paroisses et accueillant 4 860 053 fidèles baptisés (95 % de la population). Le clergé du diocèse est constitué de 2 216 prêtres séculiers et 913 prêtres religieux, dits « réguliers ».
Son siège est à Milan où se trouve la cathédrale archiépiscopale.

## Territoire
L'archidiocèse de Milan confine : au nord, avec le diocèse de Côme ; à l'est, avec ceux de Bergame et de Crémone ; au sud-est, avec celui de Lodi ; au sud, avec celui de Pavie ; au sud-ouest, avec celui de Vigevano ; et, à l'ouest, avec celui de Novare.
Il couvre les provinces de Milan et de Monza et Brianza, la majeure partie des provinces de Varèse et de Lecco ainsi que des communes des provinces de Côme, Pavie et Bergame.

## Suffragants et province ecclésiastique
Siège métropolitain, l'archidiocèse de Milan a pour suffragants les diocèses de Bergame, Bresca, Côme, Crema, Crémone, Lodi, Mantoue, Pavie et Vigevano. L'ensemble forme la province ecclésiastique de Milan.

## Rite ambrosien
Le rite ambrosien est le rite liturgique de l'archidiocèse de Milan.
Il est aujourd'hui suivi dans la majeure partie de l'archidiocèse.
À l'extérieur de l'archidiocèse de Milan, le rite ambrosien est suivi dans les diocèses de Bergame, de Lodi et de Novare ainsi que dans le diocèse de Lugano.

## Cathédrale et basiliques
La cathédrale Sainte-Marie (en italien : cattedrale di S. Maria Nascente) est la cathédrale de l'archidiocèse de Milan.
Milan compte neuf basiliques mineures :
- la basilique Sainte-Marie (basilica di S. Maria delle Grazie)[8] ;
- la basilique du Corps du Christ (basilica del Corpus Domini)[9] ;
- la basilique Saint-Ambroise (basilica di S. Ambrogio)[10] ;
- la basilique Saint-Antoine de Padoue (basilica di S. Antonio di Padova)[11] ;
- la basilique Saint-Charles (basilica di S. Carlo Borromeo al Corso)[12] ;
- la basilique Saint-Celse (basilica di S. Celso)[13] ;
- la basilique Sainte-Marie (basilica di S. Maria di Caravaggio)[14] ;
- la basilique Sainte-Marie-de-Lourdes (basilica di S. Maria di Lourdes)[15] ;
- la basilique Saint-Achille (basilica di Ss. Nereo e Achilleo)[16].

Les vingt autres basiliques mineures de l'archidiocèse sont :
- la basilique Saint-Jean-Baptiste (basilica di S. Giovanni Battista) à Monza[17] ;
- la basilique Note-Dame-des-Miracles (basilica della Beata Vergine deri Miracoli) à Saronno[18] ;
- la basilique de la Nativité-de-Saint-Jean-Baptiste (basilica di Nativita di S. Giovanni Battista) à Melegnano[19] ;
- la basilique Sainte-Agnès (basilica di S. Agnese) à Somma Lombardo[20] ;
- la basilique Saint-Jean-Baptiste (basilica di S. Giovanni Battista) à Busto Arsizio[21] ;
- la basilique Saint-Joseph (basilica di S. Giuseppe) à Seregno[22] ;
- la basilique Saint-Magne (basilica di S. Magno) à Legnano[23] ;
- la basilique Sainte-Marie-de-l'Assomption (basilica di S. Maria Assunta) à Gallarate[24] ;
- la basilique Sainte-Marie (basilica di S. Maria Nuova) à Abbiategrasso[25] ;
- la basilique Saint-Martin-et-Sainte-Marie-de-l'Assomption (basilica di S. Martino e S. Maria Assunta) à Treviglio[26] ;
- la basilique Saint-Martin (basilica di S. Martino V.) à Magenta[27] ;
- la basilique Saint-Nicolas (basilica di S. Nicolò) à Lecco[28] ;
- la basilique Saint-Paul (basilica di S. Paolo) à Cantù[29] ;
- la basilique Saint-Étienne (basilica di S. Stefano) à Sesto San Giovanni[30] ;
- la basilique Saint-Victor (basilica di S. Vittore) à Missaglia[31] ;
- la basilique Saint-Victor (basilica di S. Vittore Martire) à Varese[32] ;
- la basilique Saints-Pierre, Marcelin et Érasme (basilica di Ss. Pietro, Marcellino ed Erasmo) à Besana in Brianza[33] ;
- la basilique des Saints-Siro-et-Materne (basilica di Ss. Siro e Materno) à Desio[34] ;
- la basilique de Rho (basilica-santuario dell’Addolorata di Rho)[35] ;
- la basilique Notre-Dame-du-Bois (basilica-Santuario della Madonna del Bosco) à Imbersago[36].